# Ezkaratze
L'ezkaratze est la pièce de travail centrale de la maison basque de type agricole. S'ouvrant dans le pignon-façade par une large porte charretière à trois vantaux, elle a d'abord abrité une aire en terre battue où l'on dépiquait le grain. Elle est aussi la pièce de distribution, donnant accès aux pièces d'habitation comme d'exploitation. Dispensant de couloir, elle permet de se rendre à la cuisine, aux chambres (généralement au sud), à l'étable au fond ou au nord. Sur un côté, un escalier donne accès au fenil.
L'ezkaratze se retrouve dans les maisons de Chalosse sous le nom de sòu (« sol »). Dans les maisons des Landes de Gascogne, dans le Sud-Ouest de la France, cette pièce évolue en « grande cuisine » (séjour) ouverte sur l'auvent et desservant de la même façon les autres pièces.

## Étymologie
Le terme a une variante : eskatz.